# Theridion altum
Theridion altum är en spindelart som beskrevs av Claude Lévi 1963. Theridion altum ingår i släktet Theridion och familjen klotspindlar.
Artens utbredningsområde är Paraguay. Inga underarter finns listade i Catalogue of Life.